# Dekapitalisierung
Unter Dekapitalisierung wird in der Betriebswirtschaftslehre und Volkswirtschaftslehre der Entzug von Kapital verstanden.

## Allgemeines
Kapital kann betriebswirtschaftlich Eigenkapital oder Fremdkapital sein. Da beide Bilanzpositionen der Passivseite die Vermögenswerte der Aktivseite finanzieren, bedeutet deren Wertminderung oder Verlust (etwa Forderungsausfall oder die Stilllegung einer Produktionsanlage) durch Abschreibungen auch einen Verlust von Eigen- oder Fremdkapital. Denn jeder Vermögensgegenstand unterliegt mit dem Zeitablauf Einwirkungen, die seine Zweckdienlichkeit oder Effizienz vermindern. Bleiben die hierfür vorgenommenen Abschreibungen hinter den Ersatzinvestitionen zurück, liegt Dekapitalisierung vor. Übersteigen die Gewinntransfers einer ausländischen Tochtergesellschaft die betroffene Auslandsinvestition, handelt es sich ebenfalls um eine Dekapitalisierung.

## Entwicklung des Begriffsinhalts
Das ersichtlich erste Buch mit diesem Thema behandelte 1908 den Begriff der Dekapitalisierung. Aus volkswirtschaftlicher Sicht befasste sich 1920 Robert Liefmann damit und identifizierte den technischen Fortschritt als Hauptursache für die drei Arten der Kapitalentwertung. Im Anschluss an Bouniatian verstand Tismer unter Dekapitalisierung die Herabsetzung des Kapitalwertes von Produktionsanlagen gemäß ihrer gesunkenen Ertragsfähigkeit. Grund war auch für ihn der technische Fortschritt.
Dekapitalisierung ist auch die Gewinnausschüttung einer Aktiengesellschaft an die Anteilseigner in Form einer Sonderdividende (englisch extraordinary dividend) oder der Aktienrückkauf (englisch share buy-back) aus dem angesammelten Gewinn. Auch der Verkauf von Teilen des Vermögens durch eine Aktiengesellschaft (vor allem von Patenten) und die Ausschüttung des Erlöses an die Aktionäre, um in Zusammenhang mit einer geplanten feindlichen Übernahme uninteressant zu werden, gilt als Dekapitalisierung. Ferner wird die zu einer Bilanzverkürzung führende Kapitalherabsetzung als Dekapitalisierung angesehen.

## Wirtschaftliche Aspekte
Wird einem Unternehmen Eigenkapital ersatzlos entzogen, so ist dies lediglich in zwei Fällen sinnvoll. Einerseits kann hierdurch eine bestehende Überkapitalisierung korrigiert werden, andererseits wird die Dekapitalisierung beim Kapitalschnitt als Kombination einer Kapitalherabsetzung mit einer gleichzeitigen Kapitalerhöhung eingesetzt.
Um nicht sinnvolle Dekapitalisierungen im Bankwesen zu verhindern, konnten während der Finanzkrise ab 2007 die Banken ihre wertlosen Wertpapiere an eine Bad Bank verkaufen, für die dann der Finanzmarktstabilisierungsfonds eine Bürgschaft übernahm. Der Kaufpreis bestand aus dem Nennwert abzüglich eines Abschlags, der den erwarteten Verlust enthielt.
Der Entzug von Fremdkapital durch gleichzeitigen Einsatz von Eigenkapital oder umgekehrt wird Rekapitalisierung genannt. Bei letzterer handelt es sich nicht um eine Erhöhung des Eigenkapitals zur gesicherteren Unternehmensfinanzierung, sondern um eine Dekapitalisierung, indem typischerweise im Rahmen der Rekapitalisierung Eigenkapital des erworbenen Zielunternehmens herausgezogen und an die Anteilseigner eines Private-Equity-Fonds ausgeschüttet und durch Kredite ersetzt wird.